# Академическая гребля на летних Олимпийских играх 2024 — двойки парные (мужчины)
Соревнования мужчин в гребле в двойках парных на летних Олимпийских играх 2024 года прошли с 27 июля по 1 августа 2024 года на Национальном олимпийском водном стадионе региона Иль-де-Франс в пригороде Парижа Вер-сюр-Марн.

## Формат соревнований
Класс двоек парных относится к парным классам академической гребли, когда гребец использует два весла, по одному с каждой стороны лодки, в отличие от распашной гребли, в которой каждый гребец работает одним веслом и гребет только с одной стороны. Олимпийские соревнования проводятся в несколько раундов. Первый раунд состоит из трех заездов. Первые три лодки из каждого заезда выходят в полуфинал, остальные проходят в утешительные заезды. Утешительный заезд – это раунд, который дает гребцам второй шанс пройти в полуфинал. Три лучшие лодки из утешительного заезда проходят в полуфинал, остальные выбывают.
Третий раунд состоит из двух полуфиналов, в каждом из которых участвовало по 6 лодок. Три лучшие лодки из каждого заезда прошли в финал А и разыграли медали. Остальные лодки прошли в финал В.
Финалы были заключительным этапом, определяющий итоговые места. В финале А были разыграны медали, а также места с 4 до 6-го, в финале B были определены места с 7-го по 12-е.

## Расписание
Соревнования продолжались в течение пяти дней. Указанное время ниже время – это время начала сессии; в течение сессии могут проводиться заезды в нескольких классах судов по академической гребли.
Время начала соревнований указано местное (UTC+2)
| Дата                     | Время | Раунд               |
| ------------------------ | ----- | ------------------- |
| Суббота 27 июля 2024     | 11:30 | Заезды              |
| Воскресенье 28 июля 2024 | 10:20 | Утешительные заезды |
| Вторник 30 июля 2024     | 11:10 | Полуфиналы          |
| Четверг 1 августа 2024   | 10:42 | Финал B             |
| Четверг 1 августа 2024   | 11:30 | Финал A             |

## Призёры
| Золото                                          | Серебро                                      | Бронза                           |
| Румыния · Андрей-Себастьян Корня · Мариан Эначе | Нидерланды · Мелвин Твеллар · Стефан Брунинк | Ирландия · Дэр Линч · Филип Дойл |

## Результаты

### Заезды
Три лучших лодки из каждого заезда выходят в полуфиналы, остальные проходят в утешительные заезды.

#### Заезд 1
| Место | Дорожка | Спортсмены                      | Страна         | Время   | Примечание |
| ----- | ------- | ------------------------------- | -------------- | ------- | ---------- |
| 1     | 1       | Мелвин Твеллар Стефан Брунинк   | Нидерланды     | 6:14.13 | Q          |
| 2     | 3       | Роберт Мэнсон Джордан Пэрри     | Новая Зеландия | 6:16.41 | Q          |
| 3     | 2       | Сорин Кошик Бенджамин Дэвисон   | США            | 6:16.48 | Q          |
| 4     | 5       | Мартин Мачкович Николай Пименов | Сербия         | 6:17.36 | R          |
| 5     | 4       | Лю Чжиюй Сулитан Адилиджан      | Китай          | 6:29.70 | R          |

#### Заезд 2
| Место | Дорожка | Спортсмены                          | Страна   | Время   | Примечание |
| ----- | ------- | ----------------------------------- | -------- | ------- | ---------- |
| 1     | 4       | Андрей-Себастьян Корня Мариан Эначе | Румыния  | 6:16.47 | Q          |
| 2     | 2       | Мартин Хельсет Хьетиль Борш         | Норвегия | 6:22.36 | Q          |
| 3     | 1       | Патрик Лончарич Антон Лончарич      | Хорватия | 6:24.62 | Q          |
| 4     | 3       | Николо Каруччи Маттео Сартори       | Италия   | 6:48.77 | R          |

#### Заезд 3
| Место | Дорожка | Спортсмены                  | Страна   | Время   | Примечание |
| ----- | ------- | --------------------------- | -------- | ------- | ---------- |
| 1     | 3       | Дэр Линч Филип Дойл         | Ирландия | 6:13.24 | Q          |
| 2     | 1       | Алеш Гарсиа Родриго Конде   | Испания  | 6:16.17 | Q          |
| 3     | 2       | Матьё Андродиас Юго Бушерон | Франция  | 6:18.69 | Q          |
| 4     | 4       | Йонас Гельсен Марк Вебер    | Германия | 6:25.15 | R          |

### Утешительный заезд
Три лучшие лодки проходят в полуфинал, остальные выбывают.
| Место | Дорожка | Спортсмены                      | Страна   | Время   | Примечание |
| ----- | ------- | ------------------------------- | -------- | ------- | ---------- |
| 1     | 3       | Мартин Мачкович Николай Пименов | Сербия   | 6:31.54 | Q          |
| 2     | 4       | Йонас Гельсен Марк Вебер        | Германия | 6:34.59 | Q          |
| 3     | 1       | Лю Чжиюй Сулитан Адилиджан      | Китай    | 6:39.06 | Q          |
| 4     | 2       | Николо Каруччи Маттео Сартори   | Италия   | 6:43.83 |            |

### Полуфиналы
Три лучшие лодки из каждого заезда проходят в финал А, остальные в финал В.

#### Полуфинал A/B 1
| Место | Дорожка | Спортсмены                          | Страна     | Время   | Примечание |
| ----- | ------- | ----------------------------------- | ---------- | ------- | ---------- |
| 1     | 4       | Мелвин Твеллар Стефан Брунинк       | Нидерланды | 6:13.60 | FA         |
| 2     | 5       | Алеш Гарсиа Родриго Конде           | Испания    | 6:14.91 | FA         |
| 3     | 3       | Андрей-Себастьян Корня Мариан Эначе | Румыния    | 6:15.73 | FA         |
| 4     | 6       | Мартин Мачкович Николай Пименов     | Сербия     | 6:17.35 | FB         |
| 5     | 1       | Лю Чжиюй Сулитан Адилиджан          | Китай      | 6:38.82 | FB         |
| 6     | 2       | Патрик Лончарич Антон Лончарич      | Хорватия   | 6:49.51 | FB         |

#### Полуфинал A/B 2
| Место | Дорожка | Спортсмены                    | Страна         | Время   | Примечание |
| ----- | ------- | ----------------------------- | -------------- | ------- | ---------- |
| 1     | 4       | Дэр Линч Филип Дойл           | Ирландия       | 6:13.14 | FA         |
| 2     | 2       | Сорин Кошик Бенджамин Дэвисон | США            | 6:14.19 | FA         |
| 3     | 3       | Роберт Мэнсон Джордан Пэрри   | Новая Зеландия | 6:14.30 | FA         |
| 4     | 1       | Йонас Гельсен Марк Вебер      | Германия       | 6:17.69 | FB         |
| 5     | 6       | Матьё Андродиас Юго Бушерон   | Франция        | 6:19.35 | FB         |
| 6     | 5       | Мартин Хельсет Хьетиль Борш   | Норвегия       | 6:20.27 | FB         |

### Финалы

#### Финал B
| Место | Дорожка | Спортсмены                      | Страна   | Время   |
| ----- | ------- | ------------------------------- | -------- | ------- |
| 7     | 4       | Мартин Мачкович Николай Пименов | Сербия   | 6:13.85 |
| 8     | 5       | Матьё Андродиас Юго Бушерон     | Франция  | 6:15.28 |
| 9     | 3       | Йонас Гельсен Марк Вебер        | Германия | 6:15.17 |
| 10    | 6       | Мартин Хельсет Хьетиль Борш     | Норвегия | 6:17.51 |
| 11    | 2       | Лю Чжиюй Сулитан Адилиджан      | Китай    | 6:21.98 |
| 12    | 1       | Патрик Лончарич Антон Лончарич  | Хорватия | 6:26.04 |

#### Финал A
| Место | Дорожка | Спортсмены                          | Страна         | Время   |
| ----- | ------- | ----------------------------------- | -------------- | ------- |
| 1     | 1       | Андрей-Себастьян Корня Мариан Эначе | Румыния        | 6:12.58 |
| 2     | 4       | Мелвин Твеллар Стефан Брунинк       | Нидерланды     | 6:13.92 |
| 3     | 3       | Дэр Линч Филип Дойл                 | Ирландия       | 6:15.17 |
| 4     | 5       | Сорин Кошик Бенджамин Дэвисон       | США            | 6:17.02 |
| 5     | 2       | Алеш Гарсиа Родриго Конде           | Испания        | 6:20.59 |
| 5     | 6       | Роберт Мэнсон Джордан Пэрри         | Новая Зеландия | 6:21.44 |